# Шахова, Людмила Фёдоровна
Людми́ла Фёдоровна Ша́хова (27 сентября 1926, д. Фалёнки, Слободской уезд, Вятская губерния, СССР — 3 марта 2002, Киров, Кировская область, Россия) — вулканизаторщица Кировского шинного завода Министерства нефтеперерабатывающей и нефтехимической промышленности СССР, Герой Социалистического Труда (1966).

## Биография
Родилась 27 сентября 1926 года в деревне Фалёнки Слободского уезда Вятской губернии (ныне — посёлок Фалёнского района Кировской области) в семье председателя колхоза. По национальности русская.
Окончив сельскую школу, летом 1942 года трудоустроилась на строительство Кировского шинного завода (КШЗ). После запуска завода в ноябре 1943 года переведена в Омск для обучения специализации вулканизатора — специалиста по изготовлению автопокрышек и автокамер.
Изначально по неопытности допускала превышение нормы брака, но установив его причину, стала допускать брак на двух-трёх камерах в месяц (у других рабочих он превышал 50 камер). Обучила работе без брака рабочих завода на занятиях в школе передового опыта. По итогам трёх пятилеток она награждалась медалями за ударный труд.
Указом Президиума Верховного Совета СССР от 28 мая 1966 года «за выдающиеся заслуги в выполнении заданий семилетнего плана и достигнутые высокие технико-экономические показатели» удостоена звания Героя Социалистического Труда с вручением ордена Ленина и золотой медали «Серп и Молот».
Жила в Кирове, где умерла 3 марта 2002 года.
Награждена орденом Ленина (28.05.1966), медалями, в том числе 2 «За трудовую доблесть» (10.11.1953; 28.05.1960), «За трудовое отличие» (05.01.1950).